# Хижина сухой кладки

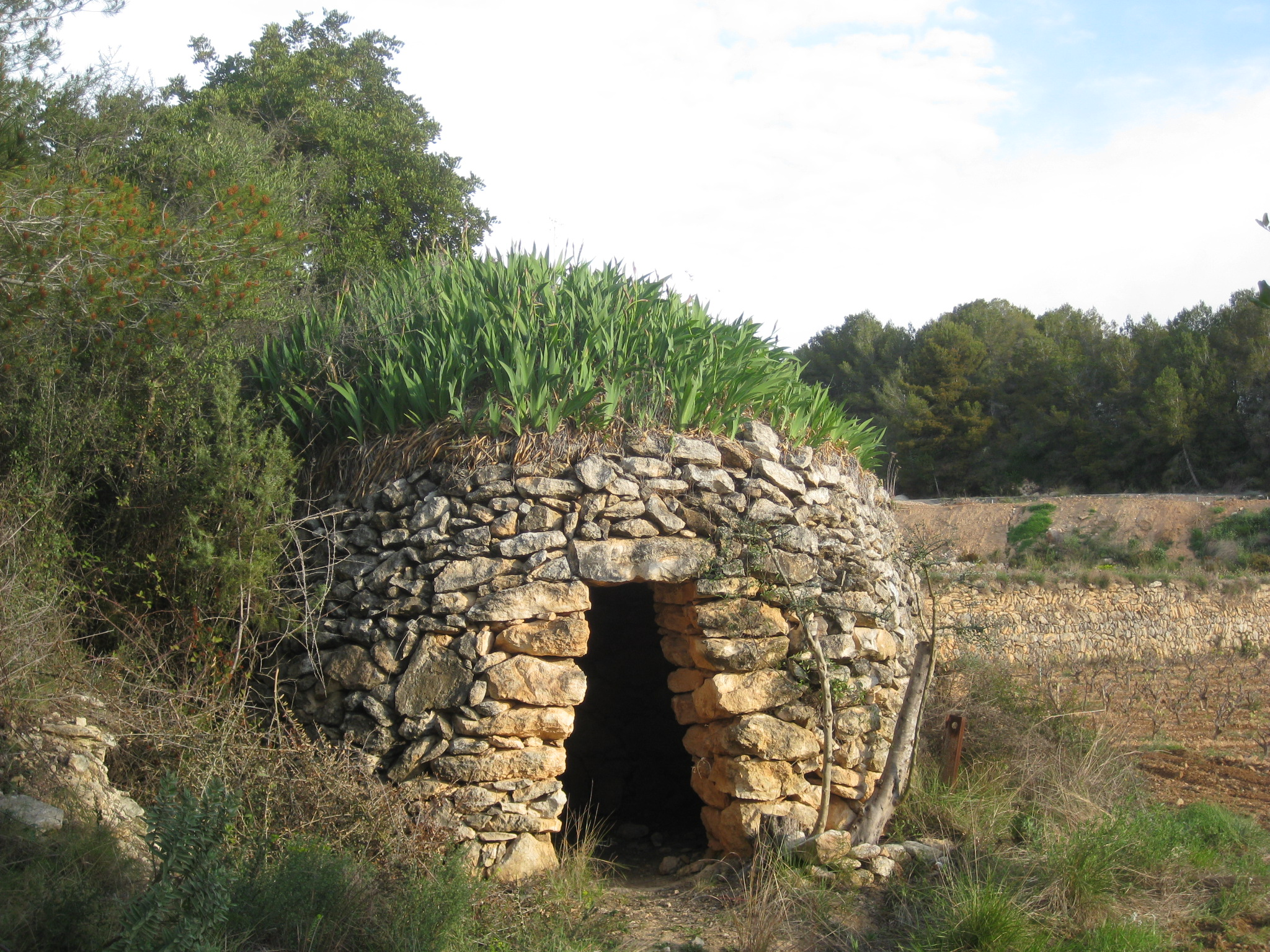
Хижина сухой кладки испанского пастуха в Сан-Пере-де-Рибес

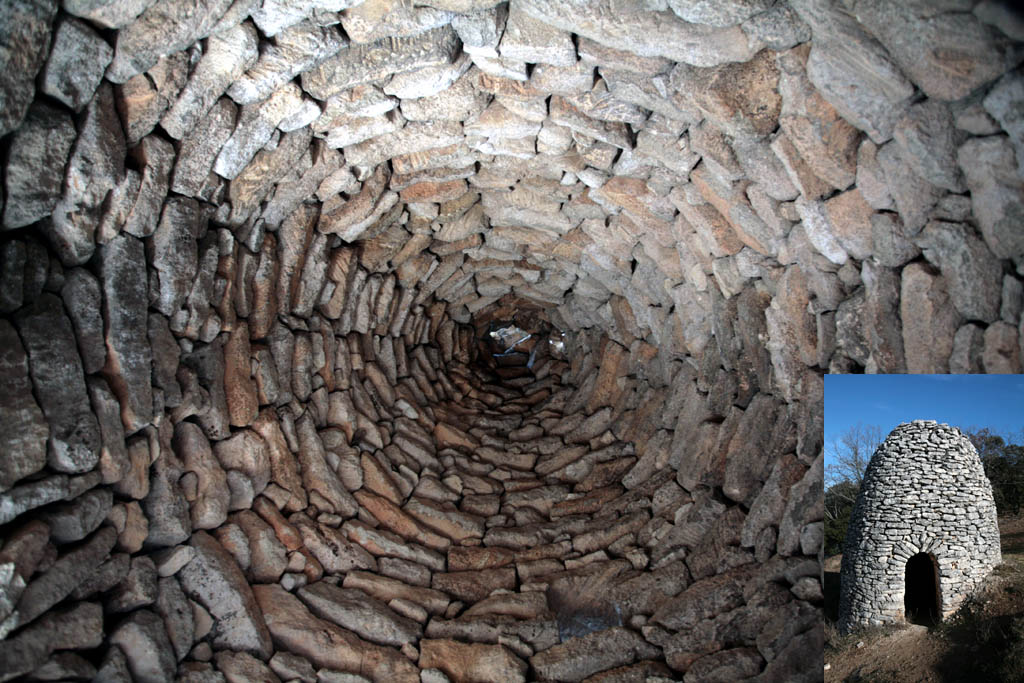
Вид каменной кладки купола изнутри; музейная «деревня бори» во французском Провансе

Хи́жина сухо́й кла́дки — небольшое каменное строение деревенского типа, полностью возведённое без скрепляющего раствора из камней, собранных в месте возведения и сложенных методом сухой кладки; используется пастухами в качестве временного убежища от непогоды, а также как временное жильё сезонного сельскохозяйственного работника; может служить местом хранения орудий труда и инструментов, урожая или содержания животных.
Самый архаичный тип строений и жилых построек с каменной кладкой, и, в силу своей простоты, использующийся в мире до сих пор. Устойчивость сухой кладки достигается за счёт тщательно подобранных и пригнанных друг к другу камней.

## Виды хижин
Хижины, возведённые методом сухой кладки:
- клохан
- труллы
- Дом-улей
- Клит[англ.]